# Pierre Gentelle
Pierre Gentelle (né le 7 juillet 1933 à Marseille et décédé le 4 octobre 2010 à Paris 8e,) est un géographe spécialiste de la Chine et des zones arides (Asie centrale, Chine, Moyen-Orient), directeur de recherche émérite au CNRS.  
Il a écrit de nombreux ouvrages sur la Chine contemporaine et l’Asie centrale, et a participé activement à l’animation du « réseau Asie », mis en place en 2001 par le CNRS, la Maison des sciences de l'homme (MSH), la Fondation nationale des sciences politiques et l’EHESS.

## Biographie[4]

### Premiers terrains au Maroc
Pierre Gentelle a commencé sa carrière au Maroc où il a vécu une partie de sa jeunesse. En 1955, ses premières recherches portent sur les souks de l’Anti-Atlas occidental et le maillage du territoire par les tribus berbères, les différenciations régionales et le commerce, recherches pour lesquelles il obtient son diplôme d’études supérieures à la Sorbonne, sous la direction de Jean Dresch. En parallèle, il obtient aussi un diplôme annexe sur l’érosion dans les granites de Tafraout, situé dans la même région.  
Il participe l’année suivante à une enquête interdisciplinaire dans un village corse au nord de Corte pour le Laboratoire d’ethnographie française du Musée de l'Homme avant de repartir au Maroc en 1957, après l’indépendance. Il y réalise cette fois des enquêtes de socio-démographie dans le Moyen Atlas pour un bureau d’études dépendant du ministère du Plan et de l’Agriculture marocain pour la réattribution des terres de la colonisation aux tribus nomades et sédentaires. 

### La Chine
Après avoir obtenu l’agrégation de géographie en 1959, Pierre Gentelle part étudier le chinois à l’université de Pékin, dans la perspective de la préparation d’une thèse. À son retour en France en 1962, il entre au CNRS. Grâce à ses notes de terrain et des traductions originales, il rédige une thèse de 3e cycle qu’il soutient en 1965, sur l’irrigation en Chine du Nord. Il entre alors au centre Chine-Corée-Japon de l’EHESS. 
La situation politique en Chine après la révolution culturelle contraint Pierre Gentelle à changer de nouveau de terrain pour quelques années.

### Au Proche et Moyen-Orient : travaux sur des sites archéologiques
En 1966-67, il part en Afghanistan avec une équipe de géologues. Il y effectue des enquêtes de géographie rurale (province de Kapiça et à Tashkurghan). 
Lauréat du Prix André Siegfried de la Fondation nationale des sciences politiques en 1967, il repart en 1968 comme « chercheur isolé » à Kaboul avant de rejoindre l’année suivante l’équipe de Jean Dresch en Iran. Il navigue entre ces deux pays de 1968 à 1972, époque durant laquelle il étudie notamment les oasis de l’Iran oriental ainsi que les déserts centraux de ce pays (Tabas, Gonabad).
Il se concentre à nouveau sur l’Afghanistan à partir de 1972. De 1974 à 1978, il effectue, en tant que membre de l’Unité de recherches « Archéologie en Asie centrale : peuplement, milieux et techniques » du CRA / CNRS, des recherches sur les fondements géographiques de l’irrigation dans la plaine d’Ai Khanoum (Afghanistan oriental) de l’âge du Bronze à l’époque musulmane (Xe siècle).
De 1976 à 1982, il entreprend des prospections géographiques autour de sites archéologiques au Yémen (désert central), en Syrie (Hauran) et en Jordanie (Pétra, Iraq al-Amir).

### « Traces d’eau »[6]en Chine, Inde et Asie centrale
Au début des années 1980, la Chine ouvre à nouveau ses frontières. Pierre Gentelle mène alors à partir de 1984 plusieurs enquêtes dans les oasis du Taklamakan en Chine de l’Ouest. Il mène aussi des enquêtes et des prospections de 1982 à 1985 en Inde du Nord, entre Haryana et Rajasthan, autour de la paléo-rivière Sarasvati, ainsi qu’au Baloutchistan pakistanais. 
Dans les années 1990-2000, il entreprend des enquêtes géo-archéologiques en Ouzbékistan, à Samarcande (1993-2003) et autour de Termez sur l’Amou-Daria (1995-2005). Il étudie également les pratiques d’irrigation en Chine dans la province du Shaanxi sur une période de deux mille ans d’histoire à l’époque impériale (1995-1999), ou encore à l’âge du fer sur le bord sud-est de la Caspienne, en Turkménie du Sud et sur la frontière iranienne (1996-1998). 

## Citations
À propos de la géographie, Pierre Gentelle disait en juin 2008, lors d’un colloque à Arras : 
« Un géographe dit « de terrain » est censé s’intéresser à la saisie de ce qui est écrit sur la planète terre, et non pas d’« écrire à propos de la planète terre », ce qui est à la portée de tout individu normalement constitué. Tout peut « faire terrain », mais tout terrain parcouru ne « fait » pas forcément géographie. La différence est grande, même si un récit peut servir de matériau à un travail géographique. Ce qui est écrit sur la planète et autour : ni plus, ni moins, même si l’écriture est médiate (argent virtuel, idées philosophiques…). Tout « retombe » toujours quelque part sur terre. La trace visible n’est pas l’écriture : elle en est une forme, non la seule. L’origine du mot géographie est et doit rester limpide : graphein, écrire ; gê, ou geos, la terre (Pinchemel P. et Clergeot P., 2001; Berque A. & Nys P., eds, 1997 ; Berque A., 2000 ; et quelques autres bons géographes). »
En avril 2010, quelques mois avant sa mort, il écrivait à propos de son travail :
« Ce qui m’a plu, tout au long de mon travail de recherche, c’est d’inventer moi-même chaque fois mon terrain (pas tout seul, bien entendu, soit avec d’autres, soit après d’autres), c’est-à-dire de le localiser, de le délimiter approximativement et de rendre cohérentes les informations de tous ordres que je pouvais obtenir à son sujet (en réalité, j’ai surtout souffert des manques et des interdictions d’accès aux documents). C’est évidemment d’avoir essayé d’apporter quelque chose de neuf aux connaissances générales, si peu que ce soit, sinon il n’y a aucune raison de dire qu’on fait de la recherche ».

## Principales publications et responsabilités éditoriales
Pierre Gentelle était directeur de la collection « Asie Plurielle » et codirecteur, avec Jean-François Coulais, de la collection sur support papier et numérique « Terre des villes » aux éditions Belin. 
Il animait la rubrique "Lettres de Cassandre" pour les Cafés géographiques, dans laquelle il se proposait dans ses "micro-nouvelles" de « faire penser, plutôt que penser (penser quand même un peu, mais sans édifier) ». 128 lettres ont été rédigées entre janvier 2005 et 2010.
On trouvera ci-dessous une bibliographie des principaux ouvrages écrits ou co-écrits par Pierre Gentelle :
- Gentelle P. L’irrigation en Chine aride depuis 1949, étude géographique d’après les sources chinoises: Présentation générale, textes originaux traduits et annotés, lexique chinois-français de termes relatifs à l’irrigation. Thèse de 3e cycle. France : [s.n.], 1965. 261 p.
- Gentelle P. La Chine. Paris : Presses universitaires de France, 1974. 270 p.
- Gardin J.-C., Gentelle P. Irrigation et peuplement dans la plaine d’Aī-Khanoum de l’époque achéménide à l’époque musulmane. 1976.

- Gentelle P. Étude géographique d’Ai Khanoum et de son irrigation depuis les temps antiques. Paris : Éditions du C.N.R.S, 1978. 145 p. (Publication de l’U.R.A. n.°10. Mémoire, 2)
- Pairault T., Gentelle P., Les Politiques économiques chinoises. Paris : la documentation française, 1980. 180 p.
- Gentelle P. Géographie de la Chine. Paris : Presses universitaires de France, 1980. 127 p. (Que sais-je?)
- Gentelle P. (éd.). Problèmes politiques et sociaux. Articles et documents d’actualité mondiale. L’Afghanistan cinq ans après l’intervention soviétique. Paris : la Documentation française, 1984. 44 p.
- Gentelle P., Dresch J., Monod T., Paskoff R., Belayche N. Les déserts. Paris : La Documentation française et le Centre national de documentation pédagogique, 1984. 48 p.
- Gentelle P. Déterminants écologiques de l’irrigation ancienne en Bactriane orientale. Paris : CNRS, 1985. 12 p.

- Gentelle P., Mazurek H. Chine: un atlas économique. Paris : Fayard-Reclus, 1987. 112 p.
- Gentelle P., L'état de la Chine et de ses habitants, Paris, La Découverte, 1989.
- Gentelle P., Juvénal P. La vie en Chine. Paris : Solar, 1991. 183 p. (Guides-contacts)
- Gentelle P. « Une géographie du mouvement: le désert du Taklamakan et ses environs comme modèle ». Ann. Géographie Paris. 1992. Vol. 567, p. 553-594.
- Gentelle P. Problèmes politiques et sociaux. Articles et documents d’actualité mondiale. Chine. Paris : La documentation française, 1992. 61 p.
- Durou J.-M., Gentelle P. Fascination désert. Vevey : Mondo, 1992. 149 p.
- Gentelle P., Pelletier P., Pezeu-Massabuau J. Chine, Corée, Japon. Paris - Montpellier : Belin - Reclus, 1994. 479 p. (Géographie universelle, t. 5)
- Gentelle P. Le point sur la Chine à la veille de l’an 2000. Paris: La documentation française, 1996. 11 p.
- Gentelle P., Chine. Peuples et civilisation, Paris, La Découverte, 1997.
- Breton J.-F., Arramond J.-C., Coque-Delhuille B., Gentelle P. Une vallée aride du Yémen antique, le wâdî Bayhân. Paris : Recherche sur les civilisations, 1998. 249 p.
- Gentelle P., Gamblin A. Chine et Chinois outre-mer à l’orée du XXIe siècle. Paris : SEDES, 1999. 312 p. (DIEM Dossiers des images économiques du monde, 24)
- Fur A., Gentelle P., Pairault T. Economie et régions de la Chine. Paris : Armand Colin, 1999. 175 p. (Cursus. Série Économie).

- Gentelle P. Chine: un continent... et au delà? Paris : La documentation française, 2001. 175 p.
- Poujol C., Gentelle P. Peuples des steppes en Asie centrale. Paris : Autrement, 2002. 222 p. (Collection Monde)
- Gentelle P. Traces d’eau: un géographe chez les archéologues. Paris : Belin, 2003. 239 p.
- Gentelle P. (éd.). Chine, peuples et civilisation. Paris : la Découverte, 2004. 218 p.
- Dieterich F., Gentelle P. La géopolitique de l’Asie, Tome 1. Paris : Nathan, 2007. 32 p. (9 questions sur).
- Reza, Gentelle P. Sindbad : vers l’orient. Grenoble : Glénat, 2009. 189 p.
- Zeng N. A., Gentelle P. Chine: le plus grand barrage du monde. Lyon : Lieux Dits, 2010. 239 p.